# Veliki kolotoč
Veliki kolotoč (naočiti kolotoč, veliki volujak; lat. Telekia speciosa) šumska je biljka iz porodice Asteraceae.

## Značajke
Kolotoč je trajna zeljasta biljka visine od 100 do 150 cm (iznimno do 200 cm).Biljka raste iz rizoma. Prizemni listovi su na dugim peteljkama,te su široki do 30 cm. Biljka obično ima 2 - 8 cvjetova žute boje ,promjer kojih je 6 - 8 cm. Cvate od kraja lipnja do kolovoza.

## Stanište
Raste po šumama jugoistočne Europe, sjeverne Turske te Kavkaza, obično na visinama od 300 - 2400 metara. U Hrvatskoj je česta u Gorskom kotaru.
Raste i na Senjskom bilu te sjevernom Velebitu.

## Sastav
Nadzemni dijelovi sadrže alkaloid telekin,glukozu,galaktozu,flavonoide,eterično ulje,masno ulje,organske kiseline.U korijenu inulin,eterično ulje,monoterpenoidi,seskviterpenoidi,poliacetilenski spojevi.U biljci ima i smole te kamfora.

## Uporaba
Koristi se kao ukrasna biljka, uzgaja se od 1739.Koristi se i u narodnoj medicini,i to korijen,mirisa na kamfor,najviše u Rusiji,na Kavkazu,iako navodno bez znanstvene osnove.Na Kavkazu se korijen koristi i u prehrani.U Europi kolotoč je drevni narodni lijek protiv prehlade, kašlja i reumatske boli. Za ljekovite svrhe, koristi se jaki mirisni korijen ,miris podsjeća na kamfor.Čaj od korijena kod raka,stučeni korijen kod furunkuloze.